# Łazdoje
Łazdoje (Duits: Laxdoyen) is een plaats in het Poolse district  Kętrzyński, woiwodschap Ermland-Mazurië. De plaats maakt deel uit van de gemeente Kętrzyn en telt 372 inwoners.